# Електролюмінесцентні конденсатори

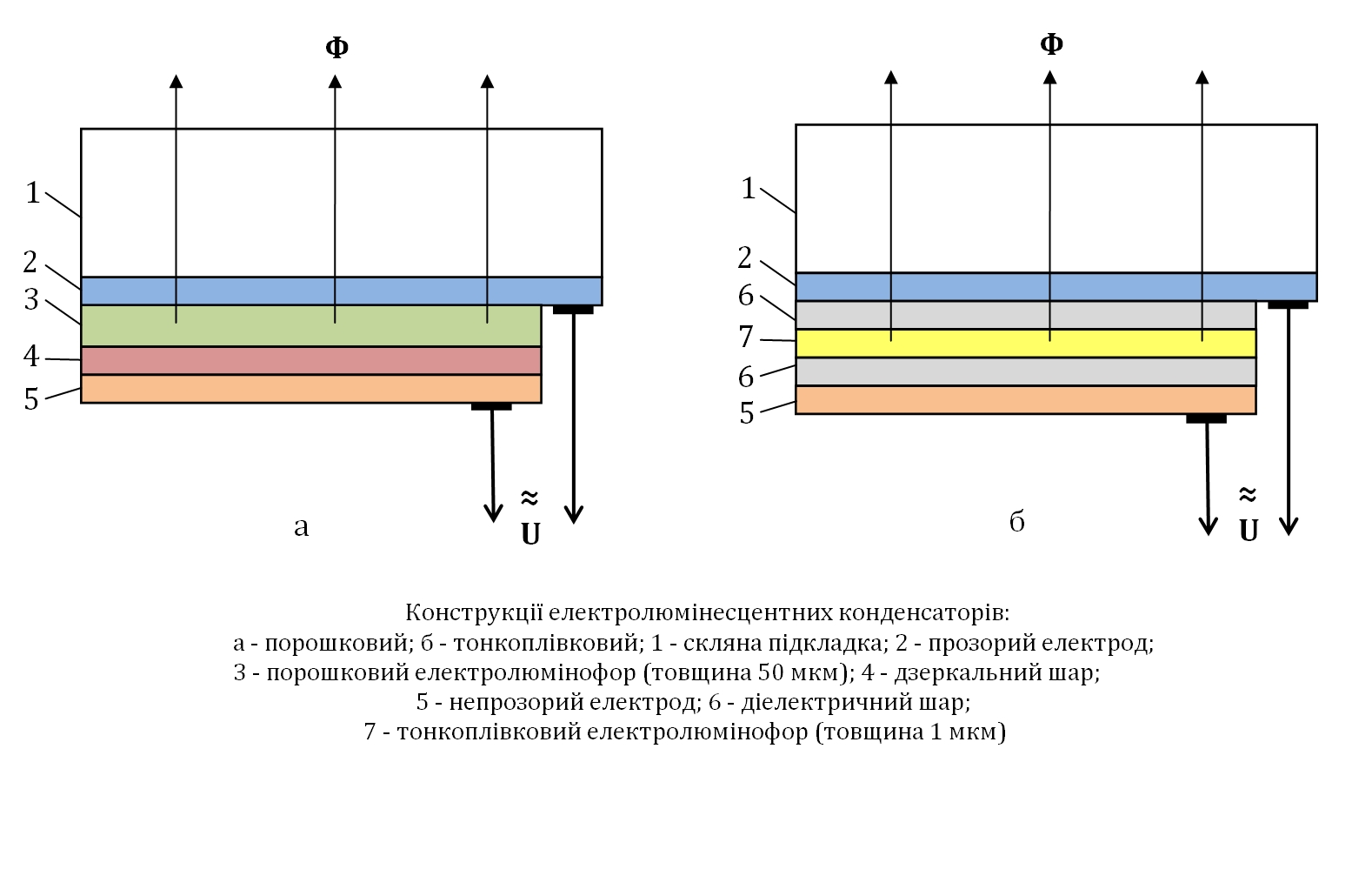
Конструкції електролюмінесцентних конденсаторів

Електролюмінесцентні конденсатори - напівпровідникові джерела світла, які мають структуру конденсатора, заповненого електролюмінофором, і які світяться під час прикладання до обкладок конденсатора постійної або змінної напруги.
Такі конденсатори використовують для створення знакових індикаторів, світлових покажчиків, джерел для підсвічування шкал приладів та аварійного освітлення. Матриця електролюмінесцентну панель, на основі якої можна побудувати матричний телевізійний екран великих розмірів.

## Типи конденсаторів
Електролюмінесцентне джерело випромінювання може мати структуру не тільки діода (світлодіод, лазерний діод), але й конденсатора, між обкладками якого перебуває електролюмінофор. Найпоширеніші типи електролюмінофорів: ZnS:Cu - синій; ZnS:Cu,Al - жовто-зелений; ZnS:Cu,Br - зелений; ZnS:Cu,Mn - жовто-оранжевий; (CdS+CdSe):Gu,Ga - червоний.

## Принцип роботи
Є два типи електролюмінесцентних конденсаторів - порошкові та тонкоплівкові.
Механізм світіння порошкових електролюмінофорів можна спрощено подати як передпробійну люмінесценцію гетеропереходів, утворених частинками люмінофора (діаметр приблизно 10 мкм) та вкрапленими в них астинками домішки (найчастіше - сульфіду цинку ZnS із сульфідом міді Cu2S). На гетеропереходах за зворотнього зміщення концентрується сильне електричне поле, яке за допомогою прискорених носіїв заряду викликає ударну іонізацію атомів, генерацію нерівноважних електронів та дірок та збудження центрів люмінесценції. Накопичена таким чином енергія вивільняється під час випромінювальної та невипромінювальної рекомбінації носіїв та повернення центрів люмінесценції в основний стан.
За прямого зміщення гетеропереходів на основі сульфіду цинку інжекційної електролюмінесценції не спостерігається.
Порошкові електролюмінесцентні конденсатори працюють за прикладеної постійної або змінної напруги у межах 50-300 В з частотою змінного струму 50-5000 Гц, забезпечуючи яскравість світіння до 140кд/м2 і довговічність понад 1000 год. Світлова віддача Ф/РеІ, де Ф - світловий потік, a Pel - електрична потужність, для більшості подібних випромінювачів не перевищує 3 лм/Вт.

## Характеристики

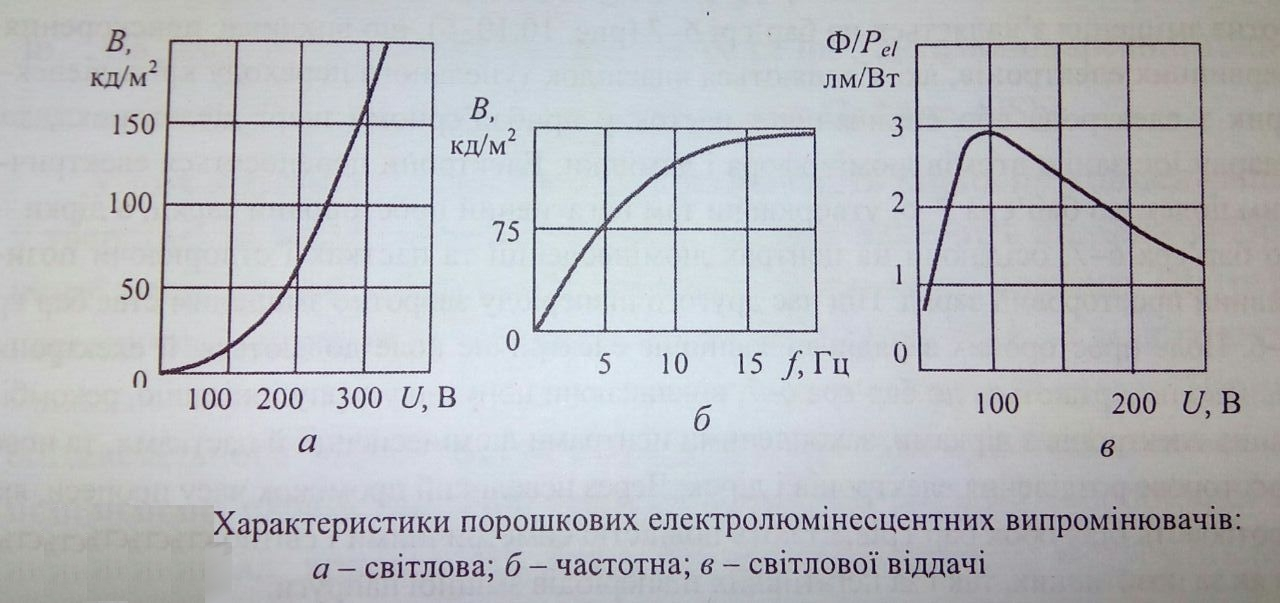
Характеристики порошкових електролюмінесцентних випромінювачів

Основні характеристики електролюмінесцентних конденсаторів - світлову характеристику (залежність яскравості світіння B від прикладеної напруги U), частотну характеристику (залежність яскравості B від частоти збудження f) та характеристику світлової віддачі (залежність світлової віддачі Ф/РеІ від прикладеної напруги U) зображено на рисунку.
Особливо привабливою для створення плоских телевізійних екранів є технологія тонкоплівкових електролюмінесцентних конденсаторів (рис.2,б). У такому конденсаторі плівку люмінофору товщиною близько 1 мкм розміщують між двома діелектриками шарами, що дозволяє значно збільшити електричне поле в люмінофорі (без загрози пробою). При цьому яскравість світіння сягає 9000 кд/м2, а довговічність - 10000 год. Люмінофором у таких випромінювачах  найчастіше буває сульфід цинку ZnS з домішками марганцю чи рідкісноземельних елементів.
Учені розробили тонкоплівкові випромінювачі, завдяки яким можна змінювати колір світіння. Наприклад, для зміни кольору світіння від зеленого до червоного використовують два люмінофори, утворюючи таку структуру (абревіатурою ДЕ позначено діелектрик):
ДЕ-ZnS:TbF3  - ДЕ-прозорий електрод - ДЕ-ZnS:SmF3-ДЕ.
Тонкоплівкові електролюмінесцентні випромінювачі, окрім більшої яскравості і більшої роздільної здатності, мають значно більшу крутість світлової характеристики. Наявність у деяких типів тонкоплівкових випромінювачів гістерезисної світлової характеристики дає змогу будувати на них дисплеї, які запам'ятовують слід, залишений на екрані світловим або електронно-променевим пером.
Механізм електролюмінесценції тонкоплівкових випромінювачів можна схематично подати так. По обидва боки люмінофорної плівки, на межі поділу діелектрик-люмінофор, утворюються потенціальні бар'єри. Припустімо, що після увімкнення випромінювача під час першого півперіоду змінного електричного поля зворотне зміщення з'являється на бар'єрі 6-7 (рис.1, б), що викликає прискорення первинних електронів, які з'являються внаслідок тунельного переходу крізь діелектрик з електрода або виривання з пасток у прибар'єрному шарі діелектрика, та ударну іонізацію атомів люмінофора і домішки. Електрони переносяться електричним полем до бар'єра 7-6, утворюючи там негативний просторовий заряд, а дірки -до бар'єра 6-7, осідаючи на центрах люмінесценції та пастках і створюючи позитивний просторовий заряд. Під час другого півперіоду зворотно зміщеним стає бар'єр 7-6. Поле просторових зарядів та зовнішнє електричне поле додаються, й електрони швидко повертаються до бар'єра 6-7, викликаючи попутно ударну іонізацію, рекомбінацію електронів з дірками, захопленими центрами люмінесценції й пастками, та нове просторове розділення електронів і дірок. Через невеликий проміжок часу процеси, які протікають біля обох бар'єрів, стають повністю симетричними і світло випромінюється, як за позитивних, так і за негативних півперіодів змінної напруги.
Під час збудження постійною напругою процеси переважно протікають так, як під час одного півперіоду змінної напруги, але утворення просторового заряду обмежується зовнішнім електричним полем.